# Окитој
Окитој је у грчкој митологији било име више личности.

## Митологија
1. Хигин га је навео као једног од Актеонових паса.[1]
2. Окитој је био и један од Тројанаца, учесник тројанског рата, кога је убио Ајант.[2] Њега је поменуо Квинт Смирњанин.[3]
3. Један од корибанта.[4]